# Обухова Лідія Олексіївна
Лідія Олексіївна Обухова (17 серпня 1924 — 26 квітня 1991) — російська письменниця, член Спілки письменників СРСР (1956), автор відомих романів «Глубінь-містечко», «Заноза», повістей «Улюбленець століття», «Ліліт», книги подорожей «Прекрасні країни» і багатьох інших. Її твори видавалися більш ніж на 30 мовах. Нагороджена орденом «Знак Пошани» та медаллю «За відзнаку в охороні державного кордону СРСР».

## Біографія
Народилася в Кутаїсі в родині акторів. Після смерті батька була встановлена вітчимом, офіцером-прикордонником. Через постійні роз'їзди сім'ї навчалася в різних школах. Жила на Кавказі, Україні, Середній Азії, Поволжі Білорусі. У 1940 році закінчила середню школу № 10 міста Вітебська.
Велика Вітчизняна війна застала Лідію Обухову на кордоні в Литві. Всю війну вона провела у фашистському концтаборі (як дочка прикордонника).
Після закінчення війни закінчила Літературний інститут ім. А. М. Гіркого (1951).
Член СП СРСР (1956). Нагороджена орденом «Знак Пошани».
Похована на Міуському кладовищі.

### Сім'я
Перший чоловік — журналіст і письменник Владилен Травинський.

## Творчість
Друкуватися почала в 1940-х роках. Початком літературної діяльності Лідії Обухової можна вважати 1946 рік, коли в газеті «Радянська Клайпеда» був опублікований ряд її ескізів і оповідань, хоча юнацький вірш Лідії Обухової з'явився в пресі, коли їй було 14 років («Витівник», 1938, № 12). Перший прозовий твір, що звернув на себе увагу критики, — повість «Глубінь-городок» (1955), написана за результатами творчих відряджень Лідії Обухової в Білорусію в 1953—1954 роках. У подальшому поїздки по районах Середньої Росії дали матеріал для роману «Скалка» (1961).
Працювала в жанрах історичної новели, дитячої і документальної прози, фантастики. Написала кілька книг про Юрія Гагаріна («Спочатку була Земля», «Зоряний син Землі», «Улюбленець століття», «Як хлопчик став космонавтом»), серію новел про життя древніх слов'ян, роман про Лермонтова «Обранець».
Помітним явищем в радянській фантастиці 1960-х років стала повість Обухової «Ліліт» (1966) — перший твір письменниці в жанрі фантастики. У повісті, що містить явні відсилання до біблійного міфу, який описує контакт інопланетних прибульців з первісними людьми Землі. Ряд інших фантастичних оповідань і повістей Обухової, що відносяться в основному до гумористичної фантастики — «Пташенята археоптерикса», «Діалог з місячною людиною», «Дочка Ноя», «Яблуко» — увійшли до збірки «Діалог з місячнлю людиною» (1977).
У 1974 році вийшла книга «Вітебічі: Історичні новели», присвячена 1000-річчю Вітебська — серія новел про історію міста, боротьби підпільників у роки Великої Вітчизняної війни, про сучасність.
Автобіографічний твір «Бар'єр пам'яті» (1988) воскрешає трагічні дні Великої Вітчизняної війни, коли жінки, дружини офіцерів кордону опинилися на тимчасово окупованій фашистами території і не зігнулися. Вижили і зберегли дітей. І дочекалися Перемоги.